# Cryobdella levigata
Cryobdella levigata is een ringworm uit de familie van de Piscicolidae. De wetenschappelijke naam van de soort is voor het eerst geldig gepubliceerd in 1923 door Harding.